# Auguste Charlotte von Kielmannsegge

Auguste Charlotte Gräfin von Kielmannsegge, Porträt von Josef Mathias Grassi, 1800

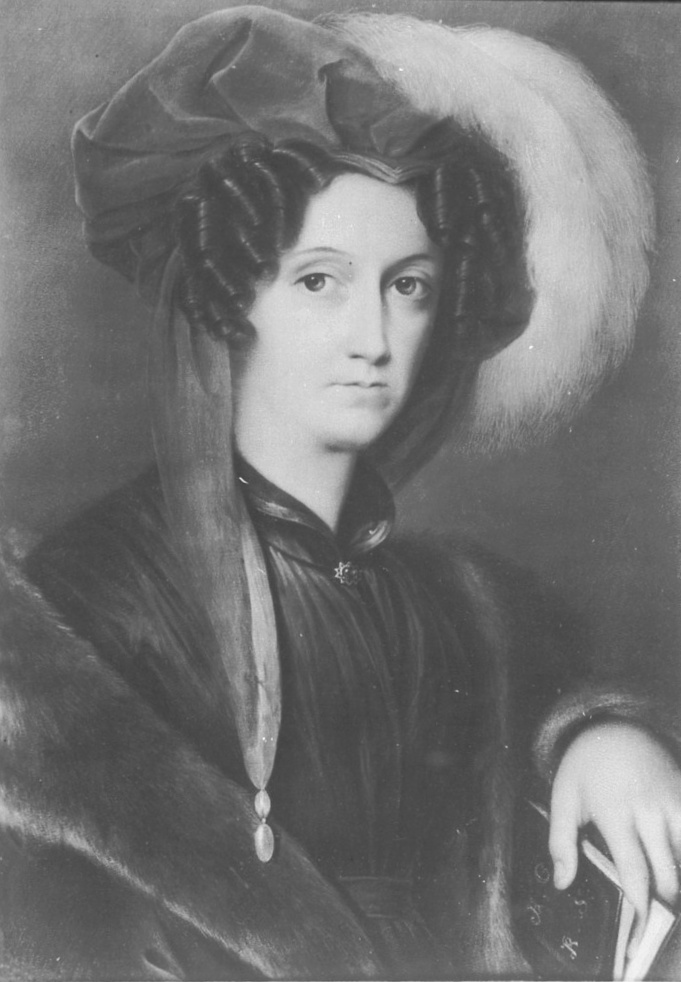
Auguste Charlotte Gräfin von Kielmannsegge, Porträt von August Grahl, 1828

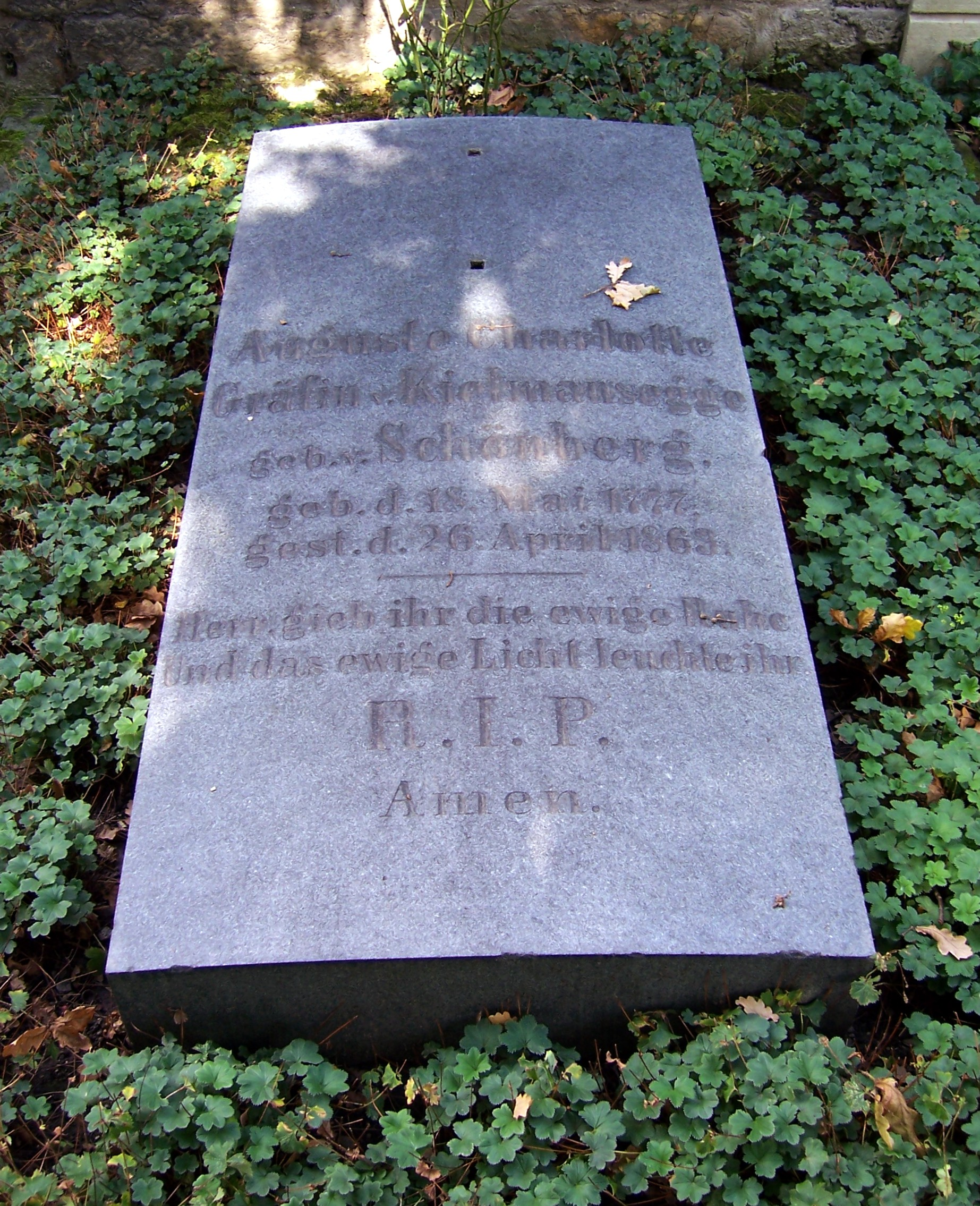
Grab auf dem Alten Katholischen Friedhof in Dresden.

Auguste Charlotte Gräfin von Kielmannsegge, geb. von Schönberg, verw. von Lynar, (* 18. Mai 1777 in Hermsdorf bei Dresden; † 26. April 1863 in Plauen bei Dresden) war eine sächsische Adlige und geheime Agentin Napoleons.

## Leben

### Kindheit und Jugend
Die älteste Tochter des sächsischen Hausmarschalls Peter August von Schönberg (* 7. November 1732; † 24. September 1791) und seiner Frau Charlotte Dorothea Gräfin von Hoym (* 5. Januar 1743; † 6. November 1789) wuchs auf Schloss Hermsdorf bei Dresden auf, die Wintermonate verbrachte die Familie meist in Dresden. Der Legende nach soll ihr leiblicher Vater der Italiener Peter Aloysius Marquis d’Agdollo, Generaladjutant des Prinzen Franz Xaver von Sachsen, gewesen sein, der wegen seiner angeblichen Beteiligung an einer Verschwörung gegen den Kurfürsten Friedrich August I. von Sachsen ab 1776 auf der Festung Königstein gefangen war.
Auguste Charlotte heiratete am 13. Mai 1796 Graf Rochus August zu Lynar (* 17. April 1773), Besitzer der Standesherrschaft Lübbenau. Die Ehe galt als unglücklich und endete mit dem frühen Tod ihres Mannes am 1. August 1800. Dadurch entstand das Gerücht, dass sie diesen vergiftet haben soll, was sie selbst nie dementierte. Demnach soll sie ihren Ehemann aus Liebe zu Napoleon mit frischem Kirschkuchen vergiftet haben und sei daraufhin von der Feme verurteilt worden, ständig eine Kette und einen Strick um den Hals zu tragen. In Wirklichkeit handelte es sich bei dem schwarzen Halsband um ein Geschenk Napoleons.

### Zweite Ehe und Rückkehr nach Dresden
Nach dem Tod ihres ersten Manns kehrte sie zurück nach Dresden. Durch Erbschaft war sie zudem in den Besitz der Oberlausitzer Rittergüter Schmochtitz, Neusalza, Spremberg und Dürrhennersdorf gekommen, was ihr zu einem finanziell abgesicherten Leben verhalf. Hier heiratete sie am 10. Oktober 1802 Graf Ferdinand Hans Ludolph von Kielmannsegge (* 14. Februar 1777; † 19. August 1856), der als hannoverischer Gesandter in Sachsen tätig war. Bedingt durch das väterliche Erbe der genannten Besitzungen in der Oberlausitz war Auguste Charlotte von Kielmannsegge von 1791 bis 1822 die Grund- und Gerichtsherrin sowie Kirchenpatronin der sächsischen Kleinstadt Neusalza und der benachbarten Dorfgemeinde Spremberg, heute Neusalza-Spremberg. Das Paar verzog wenig später nach Hannover. Persönliche und politische Differenzen (der Graf war ein entschiedener Gegner Napoleons) führten bereits 1809 zur Trennung, neun Jahre später zur Scheidung. Nach der Trennung lebte Auguste Charlotte von Kielmansegge wieder in Dresden.

### Beziehungen zu Napoleon Bonaparte
Der Beginn ihrer Napoleon-Begeisterung reicht bis ins Jahr 1797 zurück, als die Gräfin gemeinsam mit dem Kunstmaler Josef Mathias Grassi nach Italien reiste. Später suchte sie gezielt den Kontakt und besuchte den Kaiser in St. Cloud. Zeitweise lebte sie auch in Paris. Außerdem unterhielt sie Kontakte zum französischen Polizeiminister Joseph Fouché und soll selbst als Agentin für die französische Geheimpolizei gearbeitet haben.
Aufgrund ihrer gesellschaftlichen Kontakte zum Hause Talleyrand erwies sich Auguste von Kielmannsegge als wichtigste Informantin für Napoleon. Dort wurde die Spitzelei mit der Zeit auffällig und man warnte vor „diesem großen ungeschlachten Frauenzimmer von Kielmannsegge“, die nicht selten Intrigen stiftete, um weiter an Informationen über Napoleons Gegner zu kommen.
Nach dem Sturz Napoleons setzte sie sich für dessen Rückkehr aus der Verbannung ein und soll ihn nach späteren Aussagen einer Kammerfrau auch auf Elba besucht haben. Aus sächsischen Regierungsakten geht hervor, dass Gräfin Kielmannsegge noch lange Zeit unter Beobachtung der Behörden stand und als politisch gefährliche Person betrachtet wurde. Eine Privatreise zwecks Kontaktaufnahme mit der Familie Napoleons wurde 1818 auf Betreiben des sächsischen Gesandten in Wien, Friedrich Albrecht von der Schulenburg, unterbunden. 1822 konvertierte sie zum katholischen Glauben.
Ins Reich der Legende gehört, dass die Gräfin einen unehelichen Sohn mit Napoleon gehabt haben soll. Der „Dresdner Findling“, ein späterer Lohndiener mit Namen Ernst Graf, hatte sich selbst den Namen Napoleon Bonaparte beigelegt und versucht, durch eine Broschüre und Aktennotizen seine angebliche Abstammung zu beweisen. Aus Verzweiflung, weil seine angebliche Mutter ihn nicht anerkannte, ertränkte er sich 1864/65 in der Elbe.

### Aufenthalt in Bayern

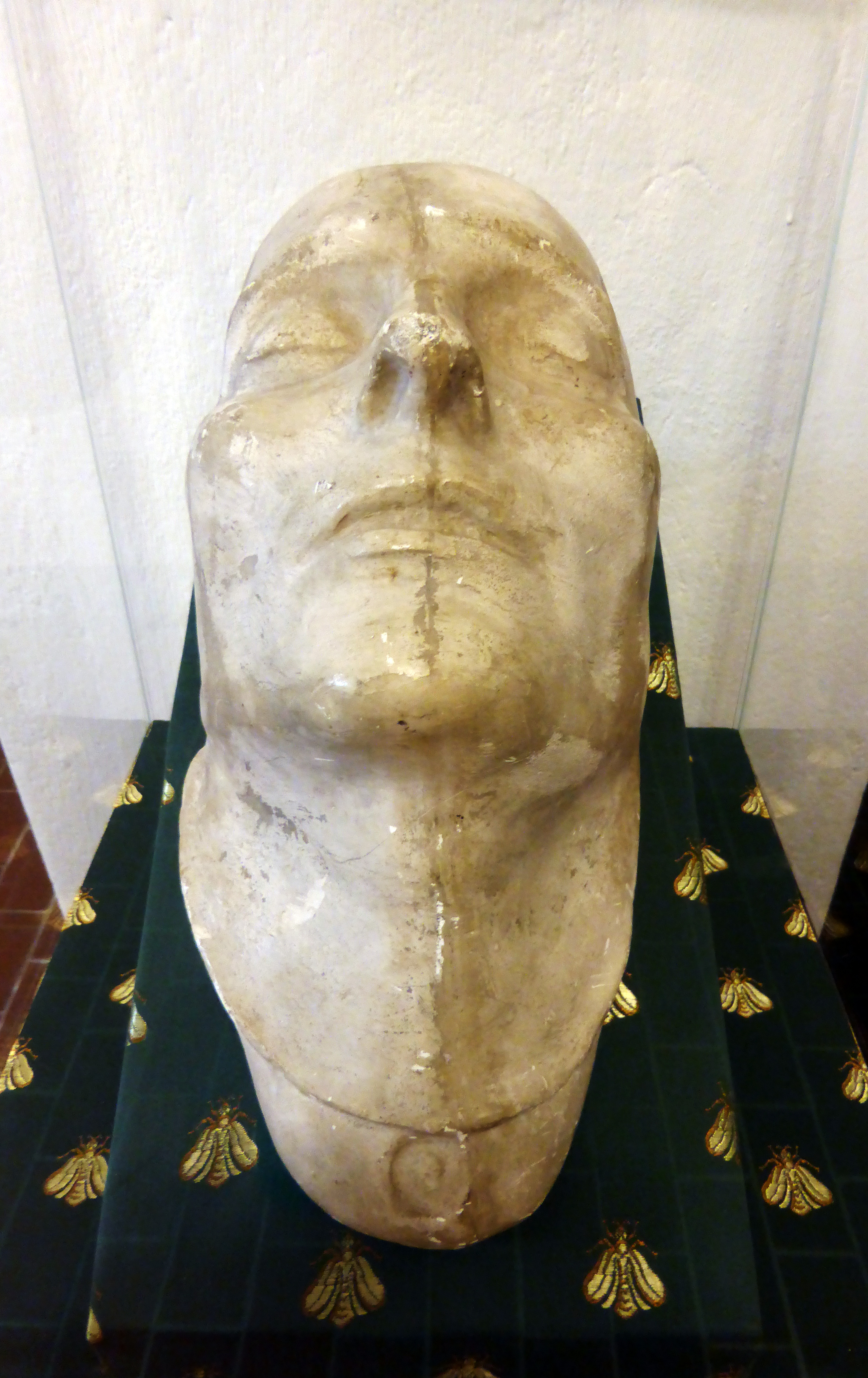
Totenmaske Napoleons von Francesco Antommarchi aus der Sammlung von Auguste Charlotte von Kielmannsegge.

1829 erwarb Auguste Charlotte von Kielmannsegge die Gutsherrschaft Ober- und Niederpöring und wurde daraufhin am 20. April 1830 zusammen mit ihrer Tochter Natalie in die Grafenklasse der bayerischen Adelsmatrikel aufgenommen. Natalie von Kielmansegge wurde 1832 Ehrendame des Theresienordens.

### Letzte Lebensjahre in Dresden
Ab 1833 lebte Auguste Charlotte von Kielmannsegge wieder in Dresden. 1840 bezog sie das sogenannte Wasserschlösschen im Reisewitzschen Garten an der Weißeritz im Plauenschen Grund. Hier beschäftigte sie sich mit Literatur, Naturgeschichte und dem Sammeln von Kunstgegenständen sowie mit Wahrsagen vermittels eines „Erdspiegels“. Außerdem gestaltete sie ihr Heim zu einer privaten Gedenkstätte für Napoleon mit zahlreichen Gemälden und Reliquien um. 1848 spielte sie nochmals eine geheimnisvolle politische Rolle und nahm Kontakt zur Witwe Robert Blums auf. Diese wurde von ihr finanziell unterstützt und besuchte sie auch in ihrem Dresdner Haus.
Ihre letzten Lebensjahre verbrachte sie, zurückgezogen und geheimnisumwittert im Wasserschlösschen. Bei ihrem Tod hinterließ sie drei legitime Kinder und einen ihr gerichtlich zugesprochenen, von ihr aber nicht anerkannten Sohn Heinrich. Sie wurde auf dem Alten Katholischen Friedhof bestattet, das Grab ist bis heute erhalten.

## Nachkommen

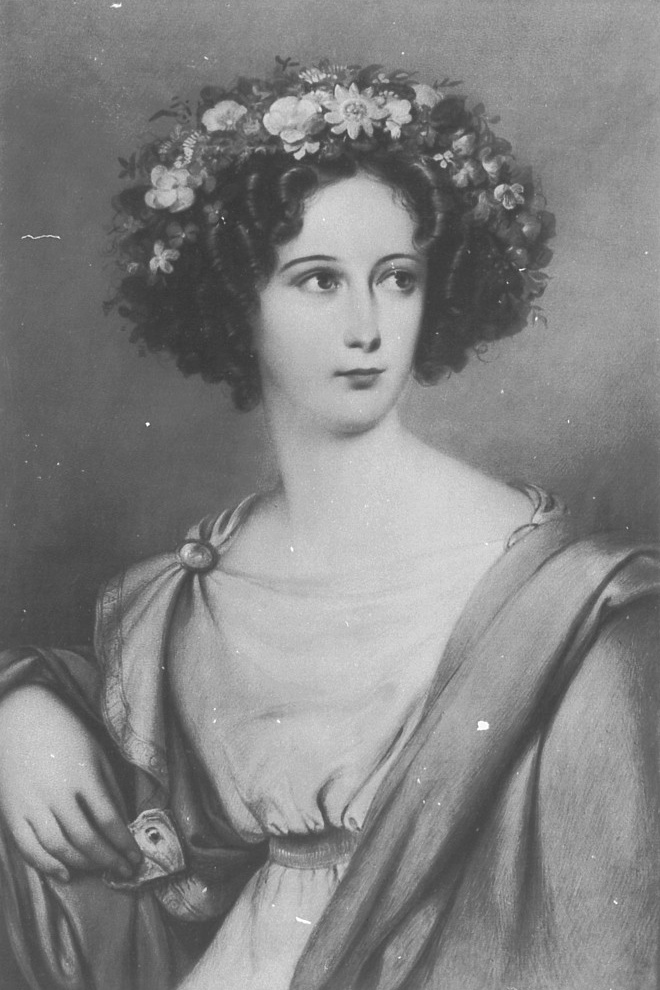
Natalie Gräfin von Kielmannsegge, Porträt von August Grahl, 1828

Kinder aus erster Ehe mit Rochus August Graf zu Lynar:
- Rochus Carl (* 4. Februar 1797; † 4. September 1801)
- Rochus Hermann (* 4. Februar 1797; † 31. Dezember 1878)

⚭ 1821 Gräfin Mathilde Sophie Friederike Wilhelmine Henriette von Voss (* 1. Dezember 1803; † 19. Januar 1838)
⚭ Marie Charlotte von der Marwitz (* 5. März 1821; † 27. Januar 1895)
- Luise Alexandra (* 3. November 1799; † 12. Januar 1804)

Kinder aus zweiter Ehe mit Ferdinand Hans Ludolph von Kielmannsegge:
- Natalie Charlotte (* 25. Juni 1803; † 12. November 1883). Sie konvertierte zur katholischen Kirche und trat 1841 in den Orden der Englischen Fräulein ein.
- Alfred (* 24. September 1804; † 7. Juni 1862)

⚭ Luise Zimmermann (* 29. Oktober 1818; † 26. August 1887)

## Werke
- Gertrude Aretz (Hrsg.): Memoiren der Gräfin Kielmannsegge über Napoleon I. P. Aretz, Dresden 1927